# Kanton Chambray-lès-Tours
Kanton Chambray-lès-Tours (francouzsky Canton de Chambray-lès-Tours) je francouzský kanton v departementu Indre-et-Loire v regionu Centre-Val de Loire. Tvoří ho pět obcí.

## Obce kantonu
- Chambray-lès-Tours
- Cormery
- Esvres
- Saint-Branchs
- Truyes